# Фудзико Фудзио
Фудзико Фудзио (яп. 藤子不二雄) — псевдоним авторского дуэта мангак Хироси Фудзимото (яп. 藤本 弘 Фудзимото Хироси, 1933–1996) и Мотоо Абико (яп. 安孫子 素雄 Абико Мотоо, 1934—2022). Они объединились в 1951 году и использовали псевдоним «Фудзико Фудзио» с 1954 года до распада дуэта в 1987-м. Изначально они работали в едином стиле, причём оба одновременно писали сценарий и рисовали, но с ростом творческих различий начали выпускать отдельные работы под другими псевдонимами, в частности Мотоо Абико как «Фудзико Фудзио (А)» (яп. 藤子不二雄Ⓐ Фудзико Фудзио Э:), а Фудзимото — как «Фудзико Ф. Фудзио» (яп. 藤子・F・不二雄 Фудзико Эфу Фудзио). В течение карьеры они получили много премий, совместно и по отдельности, и известны прежде всего созданием популярного и продолжительного сериала «Дораэмон», главный герой которого официально признан культурным символом современной Японии. В их работах прослеживается влияние Осаму Тэдзуки, а также множества американских мультфильмов и комиксов.

## Биография
Хироси Фудзимото и Мотоо Абико родились в префектуре Тояма. Фудзимото родился 1 декабря 1933, Абико — 10 марта 1934. Абико перевелся в начальную школу Такаоки, где учился Фудзимото. Случайно он увидел, как Фудзимото рисует в своем блокноте. Они стали друзьями, в течение первых лет дружбы из стеснения скрывая рисунки от друзей и одноклассников.
В средней школе, под влиянием Осаму Тэдзуки и его манги Shin Takarajima («Новый остров сокровищ»), Фудзимото построил самодельный эпидиаскоп, на котором они с Абико создали первую совместную работу — Tenküma. Они начали отправлять мангу в периодические издания, такие, как журнал Manga Shonen, и открыли общий сберегательный счёт, куда вносили деньги, которые использовали для приобретения художественных принадлежностей. Они поровну делили все доходы и расходы, и эта привычка оставалась с ними до распада партнёрства.
В 1951 году, в старших классах, Фудзимото и Абико дебютировали в Mainichi Shogakusei Shinbun с мангой Tenshi no Tama-chan («Ангел Тама-тян»). В том же году они посетили дом Тэдзуки в Такарадзуке и показали ему иллюстрации к своей новой манге «Бен-Гур». Тэдзука похвалил их работы, несколько лет спустя заметив, что сразу осознал их творческий потенциал. Фудзимото и Абико очень дорожили воспоминаниями об этой встрече, и на протяжении всей жизни бережно хранили иллюстрации к «Бен-Гуру». Тогда же они решили работать вместе на постоянной основе, первоначально взяв псевдоним «Тэдзука Фудзио», а потом сменили его на «Асидзуку Фудзио».
Поскольку оба были старшими сыновьями в семье, они решили устроиться на постоянную работу после окончания школы в 1952 году. Фудзимото нашел работу в кондитерской, Абико начал работать в газете. Фудзимото, однако, получил рабочую травму, когда его рука попала в один из аппаратов, и уволился по прошествии нескольких дней. Он начал посвящать всё время рисованию и отправлял мангу в разные издания, а Абико ассистировал ему в выходные. Первый манга-сериал «Асидзуки Фудзио» оборвался после нескольких глав, за ним последовала более успешная «Утопия: Последняя мировая война» (яп. UTOPIA—最後の世界大戦 Ютопия Сайго но сэкай тайсэн).
В 1954 году они переехали в Токио уже как профессиональные мангаки — Фудзимото уговорил на это Абико, поначалу не желающего бросать стабильную работу. Сначала они поселились в комнате одного из родственников Абико в районе Кото. Вместе с Тэрадой Хиро и несколькими другими мангаками того периода они создали коллектив под названием «Новая партия манги» (яп. 新漫画党 Син манга-то). Фудзимото и Абико рисовали до шести манга-сериалов в месяц для публикации. Нагрузка оказалась чрезмерной, в 1955 году пара пропустила все сроки издателей своей манги. Потеря доверия издателей сказывалась на них более года, в течение которого авторы занимались сольными проектами. Они снимали анимационные фильмы 8-миллиметровой камерой. К 1959 году они переехали в Кавасаки, в 1962 году Фудзимото женился (ему в то время было 28 лет).
В 1963 году вместе с Синъити Судзуки, Сётаро Исиномори, Дзиро Цунодой и Киёити Цунодой они основали аниме-студию Studio Zero. Позднее к ним присоединился Фудзио Акацука. В наиболее успешный период на студии работало около 80 человек. Студия участвовала в производстве нескольких сериалов, таких, как Astro Boy 1960-х годов. Для «Фудзико Фудзио» те годы были одними из самых продуктивных. В 1963 году за мангу Susume Roboketto и Tebukuro Tecchan они получили премию издательства Shogakukan. По мотивам их работы Obake no Q-Taro был создан телевизионный аниме-сериал. Абико начал рисовать мангу для более зрелой аудитории, в частности Teresa Tang и Kuroi Salesman, а Фудзимото сконцентрировался на детской манге с уклоном в научную фантастику. Абико женился в 1966 году (в возрасте 32 лет).
Большую популярность дуэту принёс придуманный «Фудзико Ф. Фудзио» (Фудзимото) в 1970-х годах «Дораэмон». Эта манга для детей публиковалась в журнале CoroCoro Comic. В 1970-х и 1980-х годах было опубликовано и множество других работ обоих авторов.
В 1987 их партнёрство распалось, что было объяснено «творческими расхождениями». Оставаясь близкими друзьями, оба работали в компании под названием Fujiko Productions и расположили свои мастерские в смежных зданиях. Позднее Абико сообщил, что инициатива роспуска их дуэта исходила от Фудзимото, у которого в 1986 году обнаружили рак печени; оба решили уладить вопросы авторского права и финансовые вопросы до смерти Фудзимото. 
Хироси Фудзимото (Фудзио Ф. Фудзико) ушёл из жизни 23 сентября 1996 года в возрасте 62 лет.

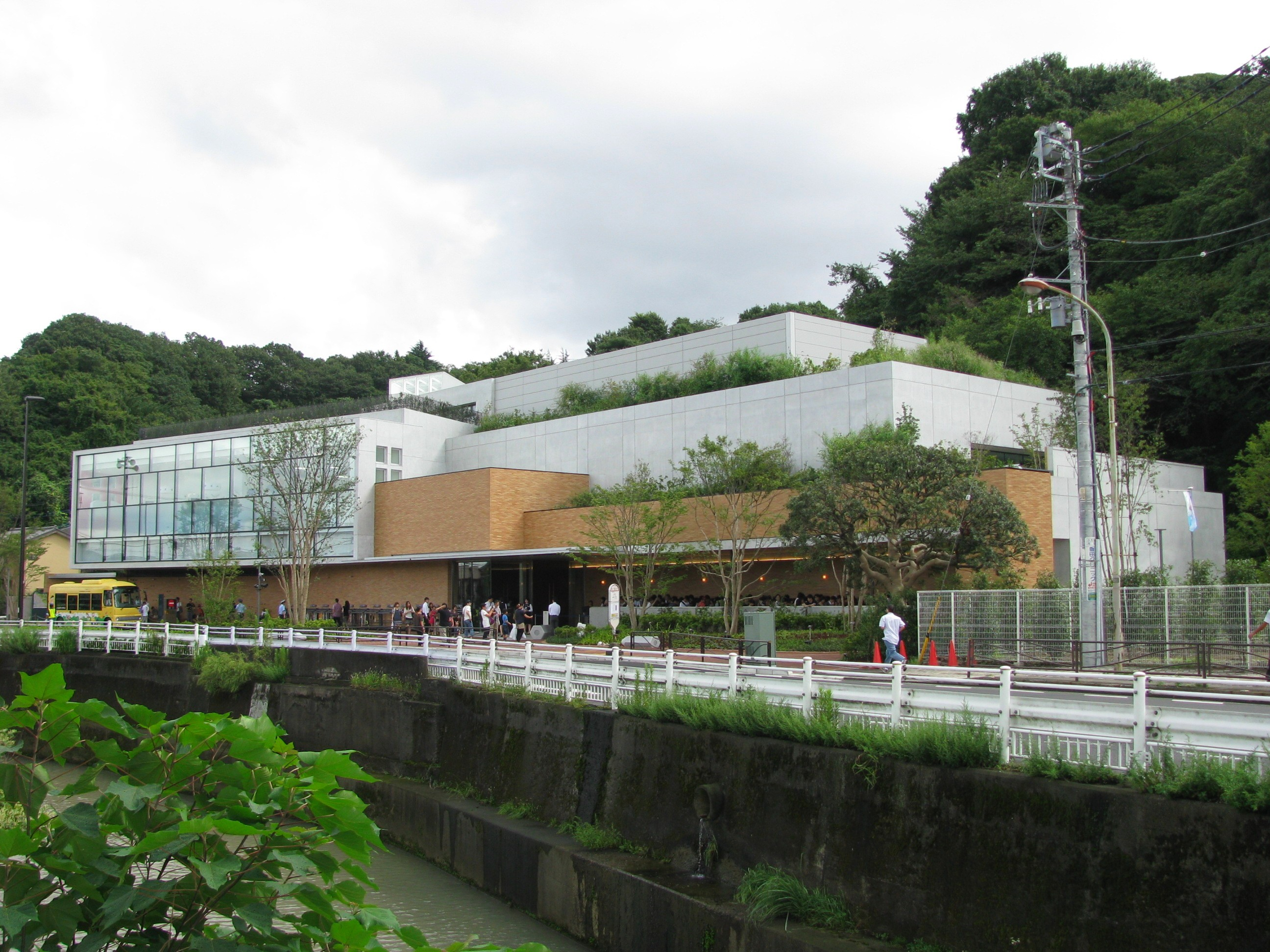
Музей «Фудзико Ф. Фудзио» в Кавасаки

3 сентября 2011 года в Кавасаки был открыт музей Фудзимото.
Мотоо Абико (Фудзио А. Фудзико) скончался 7 апреля 2022 года в своём доме в Кавасаки. Ему было 88 лет. 

## Манга

### Фудзико Ф. Фудзио
- Perman (яп. パーマン Па:ман) (1967—1968, 1983—1986)
- 21emon (яп. 21エモン Ни дзю: ити мон) (1968)
- Mojacko (яп. モジャ公 Модзя-ко) (1969—1970)
- Ume Boshi Denka (яп. ウメ星デンカ Умэбоси дэнка) (1969)
- «Дораэмон» (яп. ドラえもん) (1970—1996)
- Kiteretsu Daihyakka (яп. キテレツ大百科 Китэрэцу дайхякка) (1974—1977)
- Hitoribocchi no Uchū Sensō (яп. ひとりぼっちの宇宙戦争 Хиториботти но утю: сэнсо:) (1975)
- Bakeru-kun (яп. バケルくん Бакэру-кун) (1976)
- Esper Mami (яп. エスパー真美 Эсупа: Мами) (1977—1982)
- TP Bon (яп. T・Pぼん Ти: Пи: Бон) (1978)
- Chimpui (яп. チンプイ Тимпуй) (1985, 1987—1988)

### Фудзико Фудзио (А)
- Ninja Hattori-kun (яп. 忍者ハットリくん Ниндзя Хаттори-кун) (1964—1971)
- Kaibutsu-kun (яп. 怪物くん Кайбуцу-кун) (1965—1969)
- Warau Salesman (яп. 笑ゥせぇるすまん Варау сээрусуман) (1969—1971)
- Matarō ga Kuru!! (яп. 魔太郎がくる!! Матаро: га куру!!) (1972—1975)
- Pro Golfer Saru (яп. プロゴルファー猿 Пуро горуфа: сару) (1974—1980)
- Manga Michi (яп. まんが道 Манга мити) (1977—1982)
- Ultra B (яп. ウルトラB Урутора Би:) (1984—1989)
- Parasol Henbee (яп. パラソルヘンべえ Парасору Хэмбээ) (1989—1991)